# Igor Dodon
Igor Dodon (Sadova, 18 de febrer de 1975) és un polític moldau, actual president del seu país des de 23 de desembre de 2016. És elegit en 13 de novembre de 2016.

## Biografia
Dodon va estudiar econòmiques a la Universitat Agrària Estatal de Moldàvia i la Facultat de Gestió de l'Acadèmia d'Estudis Econòmics de Moldàvia, on es va doctorar en Ciències Econòmiques en 2002.
Va ser Ministre d'Economia i Comerç des del 18 de setembre de 2006durant el darrer govern de Vasile Tarlev i el govern de Zinaida Greceanîi del Partit dels Comunistes de la República de Moldàvia (PCRM), i Greceanîi el va nomenar viceprimer ministre d'Economia i Comerç del seu govern el 31 de març de 2008, fins que va prendre possessió el govern sortit de les eleccions legislatives moldaves de juliol de 2009.
El 2011 va abandonar el PCRM i es va unir al Partit dels Socialistes de la República de Moldàvia (PSRM) i el 4 de novembre de 2011 Dodon, Veronica Abramciuc i Zinaida Greceani van abandonar el grup parlamentari del PCRM per quedar com a no adscrits i pocs dies després van constituir al parlament un Grup Socialista. Dodon va ser elegit com a president del PSRM el 18 de desembre de 2011.

### President de Moldàvia
Igor Dodon va vèncer en la segona volta de les eleccions presidencials de Moldàvia de 2016 amb el 52,11 % dels vots a Maia Sandu. i Greceani va ser escollida presidenta del Partit. El parlament, dominat pel Partit Liberal Democràtic de Moldàvia, va suspendre Dodon tres vegades el 2017 i el 2018, després que es negués a signar diversos projectes de llei adoptats per la majoria dels diputats.
Com a resultat de les eleccions legislatives de Moldàvia de 2019, el 8 de juny Maia Sandu va ser escollida Primera ministra de Moldàvia, i el 9 de juny de 2019 el Tribunal Constitucional va suspendre temporalment Igor Dodon dels poders i deures del seu càrrec i un dels aspirants al càrrec de primer ministre a causa de la reticència a dissoldre el parlament tal com va ordenar el Tribunal Constitucional. Pavel Filip, va ser nomenat president en funcions i va emetre immediatament un decret de dissolució del parlament, que el nou govern va considerar il·legal i el 15 de juny de 2019, el Tribunal Constitucional va revisar i declarar constitucionalment creat el Gabinet de Sandu.

### Després de la presidència
En les eleccions presidencials de Moldàvia de 2020 Maia Sandu esdevé la candidata més votada en la segona volta contra Igor Dodon, amb al voltant del 57% dels vots, i esdevé així presidenta electa i primera dona president de la República de Moldàvia. Després de ser derrotat a les eleccions, Dodon va tornar com a president del Partit dels Socialistes de la República de Moldàvia (PSRM).
El novembre de 2021 Igor Dodon va anunciar la seva sortida del PSRM, però el 18 de desembre va ser elegit president honorari dels socialistes, i el 29 de gener de 2022 Vlad Batrincea fou nomenat líder del partit. L'11 d'abril de 2023, Igor Dodon va ser nomenat president del PSRM en substitució de Vlad Batrincea, i Zinaida Greceanîi elegida presidenta honorífica del partit. El 23 de març de 2024 Igor Dodon va ser reelegit com a president del PSRM, i Zinaida Greceanîi reelegida presidenta honorífica del partit.